# Winx Club - Missione Alfea
Winx Club - Missione Alfea è un videogioco uscito nel mese di ottobre 2014, sviluppato da Little Orbit e distribuito da Bandai Namco.

## Trama
In occasione dell'imminente anniversario di Alfea, Bloom e le altre amiche Winx si assumono l'incarico di abbellire la loro scuola di magia tuttavia la pace viene minacciata dalla malvagia Selina e così le fate dovranno impegnarsi a sventare il suo diabolico piano.

## Modalità di gioco
Winx Club - Missione Alfea è un videogioco rompicapo che presenta elementi tipici dei titoli d'azione e d'avventura dove bisognerà guidare una delle sei Winx attraverso 32 livelli facendo uso delle proprie magie per sconfiggere i nemici e superare gli ostacoli che si pareranno davanti.

## Colonna sonora
1. Ancora e sempre Winx
2. The First Things
3. Bloomix, più che mai
4. Melody's Music
5. The Sound of Zenith
6. Sounds from Linphea
7. Mythix, ali di magia